# Wagner úr
Wagner úr Rejtő Jenő egyik komikus regényalakja, több regényében is szerepel. Teljes neve: Wagner Rinaldo-Rinaldini, születési neve: Zaturek Manfréd. Elefántszerűen csúnya, krokodilszerűen derűs és jóindulatúan közönyös, de  zsebkésvetésben olimpikon lehetne. Ráncos, bibircsókos, fogatlan és széles szájú, vén arcán hosszú, búzakék szakáll vonul félkörben. Inget nem visel, ruházatát egy jobb madárijesztő sem vállalná. Szokása mindenkit sztrovacsek névvel illetni, de a szó értelmét senki nem tudta megfejteni. Másik szokása, hogy operaáriákat énekel, illetve operákra hivatkozik, némileg pontatlanul. Apja egy vándor operatársulat zenekaránál működött, ő hordozta a hangszereket, innen adódik Wagner úr neve és az operairodalom terén szerzett műveltsége.
Fülig Jimmynek bevallotta, hogy többször nősült, de nem rosszakaratból, hanem pénzért.